# Virgil Abloh
Virgil Abloh (ur. 30 września 1980 w Rockford, zm. 28 listopada 2021 w Chicago) – amerykański projektant mody, producent muzyczny, DJ, dyrektor artystyczny linii męskiej Louis Vuitton, dyrektor naczelny mediolańskiego domu mody Off-White, który założył w 2013 roku.

## Życiorys

### Wczesne życie
Urodził się 30 września 1980 w Rockford w stanie Illinois. Jego matka była krawcową. Abloh wychował się w Rockford, gdzie uczęszczał do Boylan Catholic High School, które ukończył w 1998. W 2002 ukończył University of Wisconsin-Madison ze stopniem technicznym (Bachelor of Science) w dziedzinie inżynierii lądowej. Uzyskał tytuł magistra architektury w Illinois Institute of Technology w 2006 roku.

### Kariera

#### 2009–2013: Początki kariery
Po ukończeniu studiów, w 2009 odbył staż w Fendi, gdzie poznał Kanyego Westa. W siedzibie Fendi, która znajdowała się w Rzymie we Włoszech, Abloh i West rozpoczęli współpracę. West mianował Abloh dyrektorem kreatywnym swojej agencji, DONDA. W 2011 Kanye poprosił go, by został dyrektorem artystycznym albumu Watch the Throne. 
W 2012 Abloh założył swoją pierwszą firmę, Pyrex Vision (mały butik z modą streetwear). Abloh kupił odzież marki Ralph Lauren za 40 dolarów, na niej wydrukował wzory i sprzedał ją za 550 dolarów. Po roku zamknął firmę, ponieważ nie chciał, żeby było to przedsięwzięcie komercyjne, lecz artystyczne.

#### 2013–2017: Założenie Off-White
W 2013 Abloh założył swój pierwszy dom mody i drugą firmę z ekskluzywną odzieżą streetwearową Off-White. Firma z siedzibą w Mediolanie we Włoszech została określona przez Abloh jako „the gray area between black and white as the color off-white”. 
W 2014 wprowadził linię odzieży damskiej i pokazał kolekcje podczas Paris Fashion Week. Jego linia została wybrana jako finalista nagrody LVMH, ale przegrała z Marques’Almeida i Jacquemus. Abloh wprowadził swój pierwszy sklep koncepcyjny Off-White w Tokio w Japonii. 
W 2017 został poproszony o zaprojektowanie nowej kolekcji Nike pod tytułem „The Ten”, kolekcja ta posiadała wiele najlepiej sprzedających się butów Nike. Virgil nawiązał także współpracę ze szwedzką firmą meblarską IKEA w zakresie dodatków do mieszkań i domów. Kolekcja z 2019 roku nosiła nazwę Markerad, która jest szwedzkim słowem oznaczającym „wyraźne”. 
Projekty Abloh'a miały na celu ironiczne ukazanie oderwania od społeczeństwa i norm społecznych. Podczas współpracy z konceptualistką Jenny Holzer, stworzył linię ubrań podkreślającą pozytywne aspekty imigracji, integracji kulturowej i globalizacji. W grudniu 2017 ponownie pracował z Holzer nad projektowaniem koszulek dla Planned Parenthood w odpowiedzi na „Women’s March on Washington”.
Współpracował z Polskim domem handlowym Vitkac. Efektem współpracy stała się mini-kolekcja „SIMPLICITY”. Inspiracją do jej stworzenia była sztuka Stanisława Ignacego Witkiewicza.

#### 2018–2021: Louis Vuitton
25 marca 2018 został dyrektorem artystycznym marki Louis Vuitton, co oznacza, że był jednym z nielicznych ciemnoskórych projektantów dużego francuskiego domu mody. Swoją pierwszą kolekcję dla Louis Vuitton przedstawił podczas Men’s Fashion Week 2018 w Paryżu. 
Abloh zaprojektował także dla Sereny Williams strój na US Open 2018, we współpracy z Nike.

## Życie prywatne
Swoją przyszłą żonę poznał będąc w liceum, pobrali się w 2009. Mają dwójkę dzieci.
Od 2019 zmagał się z naczyniakomięsakiem. Zmarł 28 listopada 2021 w wieku 41 lat w Chicago.

## Nagrody i wyróżnienia
Otrzymał swoją pierwszą dużą nagrodę w 2011, gdy jego praca nad projektowaniem okładki do albumu Watch the Throne została nominowana do nagrody Grammy za najlepszy pakiet nagrań. 
Został uhonorowany nagrodą Urban Luxe podczas British Fashion Awards 2017. 
Tygodnik „Time” uznał go jako jednego ze 100 najbardziej wpływowych ludzi na świecie w 2018.